# A Noble Deception
A Noble Deception è un cortometraggio muto del 1914 diretto da Warwick Buckland.

## Trama
Per respingere le profferte amorose della cognata, la moglie di suo fratello che è un ecclesiastico, un uomo si finge ubriaco.

## Produzione
Il film fu prodotto dalla Hepworth.

## Distribuzione
Distribuito dalla Hepworth, il film - un cortometraggio in una bobina - uscì nelle sale cinematografiche britanniche nel maggio 1914.
Il film fu distrutto nel 1924 dallo stesso produttore, Cecil M. Hepworth. Fallito, in gravissime difficoltà finanziarie, il produttore pensò in questo modo di poter almeno recuperare il nitrato d'argento della pellicola.